# Дубровачка бискупија
Дубровачка бискупија је (лат. Dioecesis Ragusina) је римокатоличка бискупија, са седиштем у далматинском граду Дубровнику, у данашњој Хрватској. Обухвата већи део Дубровачко-неретванске жупаније, укључујући градове Дубровник и Корчулу, са дванаест општина: Конавле, Жупа дубровачка, Дубровачко приморје, Стон, Јањина, Трпањ, Оребић, Лумбарда, Смоквица, Блато, Вела Лука и Ластово.
У садашњем облику, Дубровачка бискупија постоји од 1828. године, када је дотадашња Дубровачка надбискупија сведена на степен бискупије. Налази се у саставу Сплитско-макарске метрополије, а почевши од 2022. године, надлежни дубровачки бискуп је Роко Гласновић.

## Предисторија
Почетком 7. века, рановизантијска провинција Далмација је опустошена од стране Авара и Словена, а царска власт се одржала само у већим приморским градовима, а такође и на појединим острвима. У то време, пострадао је и древни Епидаурум (лат. Epidaurum), код данашњег Цавтата, а део становнишва је избегао у оближњи Рагузијум (лат. Ragusium) из кога се развио потоњи Дубровник.
У исто време, наступиле су значајне промене у црквеном уређењу. Заједно са старом Епидаурумском епископијом, пропала је и првобитна Салонитанска митрополија, која је током позноримског и раановизантијског периода имала јурисдикцију над свим епископијама у провинцији Далмацији. У већим местима која су остала под византијском влашћу одржале су се локалне епископије, али међу далматинским епископима који су 787. године учествовали на Седмом васељенском сабору још увек нема помена о епископу Рагузијума, односно Дубровника.

## Историја
Историја савремене Дубровачке бискупије и њене претходнице - Дубровачке надбискупије, наставља се на историју старијих хришћанских установа, које су на том подручју постојале пре Великог раскола (1054).
У историографији постоје опречна мишљења о положају тадашњих далматинских епископија у односу на велике црквене центре у Цариграду, Риму и Аквилеји. Пошто су епископије у суседној Драчкој теми биле у саставу Драчке митрополије, која је припадала Цариградској патријаршији, поједини истраживачи су покушали да докажу да су и епископије у византијској теми Далмацији током 8. и 9. века такође прешле под належност Цариграда, али та претпоставка није наишла на шире прихватање у науци.
Средином 10. века, порастао је значај Дрбровника као најзначајнијег урбаног и црквеног центра на јужним подручјима визаантијске теме Далмације. Према претпоставкама појединих истраживача, у то време је већ увелико постојала и Дубровачка епископија, а оснивање посебне црквене покрајине са центром у том граду требало би довести у везу са поменом Дубровника као метрополе у појединим списима византијског цара Константина VII Порфирогенита. Ту претпоставку додатно потврђују и поједини млетачки извори са краја 10. века, који сведоче да је црквена покрајина са центром у Дубровнику у то време већ уелико постојала.
Познији дубровачки хроничари су забележили локално предање да је извесни Јован, наводни архиепископ Дукље, приликом бугарског упада у српске земље побегао у Дубровник и тиме пренео архиепископска права на тај град. Поједини истраживачи сматрају да се то предање односи на упад цара Самуила у Далмацију, који се датира у последње године 10. века, али за саму легенду о поменутом дукљанском архиепископу Јовану не постоје додатне потврде у изворима.
Почевши од 972. године, као светац заштитник Дубровника поштује се свети Власије (свети Влахо).

### Проблем сплитских сабора
Посебан историографски проблем у области проучавања ране нововековне историје хришћанских установа на источним обалама Јадрана представља питање о аутентичности аката који се односе на наводно одржавање појединих црквених сабора у Сплиту почетком 10. века. Према тим актима, који су сачувани само у веома позним преписима из 16. века, реч је о саборима који се датују у 925. и 928. годину. У истим актима описано је преуређење сплитске црквене покрајине, које је спроведено по римском обрасцу. Такође је решавано и питање о уређењу односа између црквених центара у Дубровнику и Котору.
Један од кључних проблема који се односи на питање о историчности поменутих сплитских сабора проистиче из потпуног одсуства њиховог помена у чувеном историографском делу Томе Архиђакона (13. век) под насловом Historia Salonitana (minor). То дело је било посвећено управо историји сплитске цркве, а аутор је био сплитски свештеник, који је добро познавао црквену прошлост свог града. Тек у 16. веку, настала је нова (прерађена и проширена) верзија истог дела (Historia Salonitana Maior) у коју су унети и наративи о поменутим сплитским саборима.

## Дубровачка надбискупија
Недуго након званичног прихватања уметка Filioque од стране Римске цркве (1014), дошло је до Великог раскола (1054) и постепеног ширења и учвршћивања новог (филиоквистичког) учења у приморским градовима и областима на источној обали Јадрана, укључујући и Дубровник. Тако је на подручју раније (правоверне) Дубровачке епископије, односно митрополије настала нова (филиоквистичка) Дубровачка надбискупија, која је опстала и током наредних векова, све до 1828. године.
Првобитна јурисдикција Дубровачке надбискупије обухватала је током 11. и 12. века сву горњу Далмацију, од реке Неретве на северу до Скадарског језера на југу, укључујући католичке вернике, жупе и бискупије на приморским подручјима Захумља, Травуније и Дукље. Према унутрашњости, дубровачки надбискупи су полагали права на Босну и осталу Србију. На свим тим просторима, претензије Добровачке надбискупије укрштале су се са старијом јурисдикцијом православне Драчке митрополије (у дукљанском приморју) и Охридске архиепископије (у залеђу).
Пошто се Сплитска надбискупија није лако мирила са губитком јужних области, између Сплита и Дубровника је долазило до повремених спорова, који су решавани пред Римском куријом. Један од таквих спорова покушао је да реши римски папа Гргура VII, који је 1078. године тим поводом писао и дукљанском краљу Михаилу, који је био на страни Дубровника.
Крајем 12. века, Дубровачка бискупија се суочила са новим изазовима, услед ширења државе Немањића, што је довело до знатних промена не само по питању надлежности Дубровника над бискупијама у области Дукље, већ се знатно променио и положај бикупија у Травунији и Захумљу (Стон). Већ око 1181. Немањићи су приморали тадашњег бискупа из Захумља да напусти Стон, а Дубровник је 1199. године и званично изгубио надлежност над бискупијама у Дукљи, пошто је римски папа Иноћентије III озваничио стварање Барске надбискупије.
Око 1252. године, требињски бискуп је такође морао да напусти соје доадашње седиште, након чега се склонио на дубровачки оток Мркан. У то време су обновљени спорови између Дубровника и Бара око црквене јурсудикције у горњој Далмацији. Измењене политичке прилике су крајем 13. и почетком 14. века омогућиће извесну обнову католичке цркве на подручју Захумља и Травуније. Успостављање османске власти у дубровачком залеђу током друге половине 15. века отежало је функционисање Католичке цркве на тим просторима, а јурисдикција дубровачког надбискупа консолидована је на територији Дубровачке републике.

## Дубровачка бискупија
Дубровачка надбискупија је 1828. године сведена на степен бискупије и потчињена Задарској надбискупији. То ријешење је било политичке природе, пошто је Задар у то време био главни град Аустријске Далмације.
Пошто је Задар након Првог свјетског рата припао Краљевини Италији, све далматинске бискупије (укључујући и Дубровачку) стављене су 1922. године под непосредну надлежност Ватикана. Тада је оживео покрет за обнову надбискупије са седиштем у Дубровнику, а сличне замисли су се јављале и касније. Почевши од 1969. године, Дубровачка бискупија се налази у саставу Сплитско-макарске метрополије.